# Nationaal Fonds voor Bijzondere Noden
Het Nederlandse Nationaal Fonds voor Bijzondere Noden (NFBN) werd in 1936 opgericht. Het fond verleent hulp aan mensen die in moeilijkheden zijn geraakt door bijzondere omstandigheden. Dit gebeurt via noodhulpbureaus.

## Geschiedenis
In 1914 werd in Amsterdam het Algemeen Steuncomité Amsterdam (ASA) opgericht. Aanleiding tot het oprichten van het ASA was het uitbreken van de Eerste Wereldoorlog, dat had werkloosheid en de daaruit volgende verpaupering tot gevolg. Weinigen waren verzekerd tegen werkloosheid, wie geen inkomsten meer had viel al snel onder de armenzorg. De gemeente Amsterdam had in die tijd al een speciale wethouder voor het armenwezen, dr. N.M. Josephus Jitta. Op initiatief van koningin Wilhelmina werd in hetzelfde jaar door Willem Treub, de minister van Financiën, het Koninklijk Nationaal Steuncomité in het leven geroepen. In 1931 kwam er een Nationaal Crisis Comité, gesteund onder meer door prinses Juliana. De drie comités werden in 1936 opgeheven en vervangen door het Nationaal Fonds voor Bijzondere Noden.
Tijdens de Tweede Wereldoorlog zette het NFBN haar werkzaamheden voort, zoals aan mensen die getroffen waren door het bombardement op Rotterdam. In 1943 werd het bestuur door de Duitse bezetter ontslagen. Het archief werd in veiligheid gebracht, maar later vernield door het geallieerde bombardement op het Bezuidenhout. Na de oorlog, in 1947, werden de werkzaamheden van het fonds hervat. Langzamerhand nam de overheid steeds meer de sociale zorg over en na de inwerkingtreding van de Algemene bijstandswet stopten in 1967 de financiële bijdragen aan het fonds door het Ministerie van Sociale Zaken. 

## Heden
Het NFBN bleef bestaan. Daarnaast werd in 2006 de Stichting Samenwerking voor Urgente Noden.nl (SSUN.nl) opgericht. Doel van de organisaties is om noodhulpbureaus lokaal en regionaal te stimuleren aanvullende hulp te verlenen. Vanaf 2008 werken NFBN en SSUN.nl samen.